# Rue du Général-Henrys
La rue du Général-Henrys est une voie du 17e arrondissement de Paris, en France.

## Situation et accès
La rue du Général-Henrys est une voie publique située dans le 17e arrondissement de Paris. Elle débute au 37, rue Jean-Leclaire et se termine au 27-31, boulevard Bessières. Elle a 138 m de long et 15 m de large.

## Origine du nom

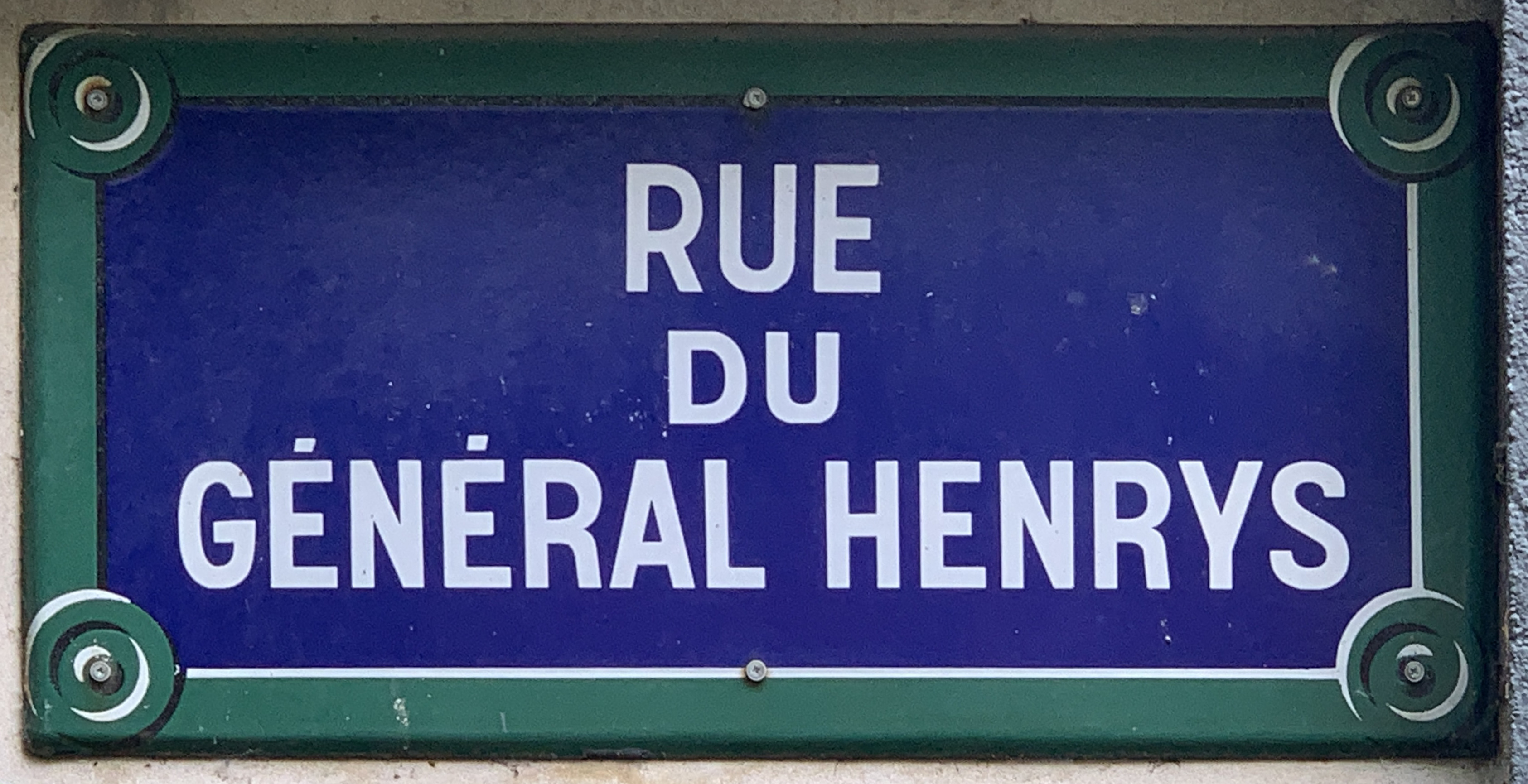
Plaque de la rue.

Elle porte le nom du général Paul Prosper Henrys (1862-1943) qui commanda l'armée française d'Orient en 1917. 

## Historique
Cette rue a été détachée en 1945 du passage Saint-Ange et a pris sa dénomination actuelle par arrêté du 8 juin 1946.